# Valkî, Lebedîn
Valkî (în ucraineană Валки) este un sat în comuna Vorojba din raionul Lebedîn, regiunea Sumî, Ucraina.

## Demografie
Componența lingvistică a localității Valkî
     Ucraineană (98,53%)
     Rusă (1,47%)
Conform recensământului din 2001, majoritatea populației localității Valkî era vorbitoare de ucraineană (98,53%), existând în minoritate și vorbitori de rusă (1,47%).